# Kagraner Platz (metropolitana di Vienna)
Kagraner Platz è una stazione della linea U1 della metropolitana viennese situata nel 22º distretto di Vienna, sotto a Wagramer Straße. La zona in cui si trova la stazione faceva parte dell'antico villaggio di Kagran, ora parte integrante della città.

## Descrizione
La stazione è entrata in servizio il 2 settembre 2006, nel contesto del prolungamento della linea U1 tra Kagran e Leopoldau e si trova a una profondità di 13 metri. I binari sono raggiungibili tramite scale, scale mobili e ascensori.
Nei pressi della stazione vi sono la chiesa parrocchiale di Kagran e il museo del distretto di Donaustadt.

## Ingressi
- Doningasse
- Wagramer Straße/Donaufelder Straße